# Gómez García
Gómez García o Gómez García de Toledo fue un clérigo y trovador castellano del siglo XIII.

## Biografía
Nació en Toledo y pertenece a la familia de los Sotomayor. Se sabe que tuvo, al menos, 2 hermanos (Alfonso García y María García). Ocupó los cargos de privado del infante Sancho, abad de Valladolid y notario del reino de León. Tomó parte a favor de Sancho IV en sus disputas con su padre Alfonso X en 1282 hasta el fallecimiento del monarca, momento en el que se corona definitivamente a Sancho IV, alcanzando su mayor poder político hasta ser considerado como el auténtico privado del rey por estudiosos como Mercedes Gaibrois. Gómez García también fue propuesto para ser obispo de Mondoñedo en 1286, época en la que parece que ya no gozaba de tanta confianza por parte del rey. Fallece el 29 de julio de ese mismo año.

## Obra
Se conservan dos cantigas de amor recogidas tanto en el Cancionero de la Biblioteca Nacional de Lisboa como en el Cancionero de la Biblioteca Vaticana.